# Defileul Fetești
Defileul Fetești este un monument al naturii de tip geologic sau paleontologic în raionul Edineț, Republica Moldova. Este amplasat la sud-vest de satul Fetești, în apropiere de traseul rutier G15 (Lopatnic-Edineț). Are o suprafață de 68 ha conform Legii ariilor protejate sau 38,4 ha conform unor măsurări mai recente. Obiectul este administrat de Primăria satului Fetești.

## Istoric
Primul care a descris defileul a fost geologul și paleontologul Alexandru Mihalski.

## Descriere

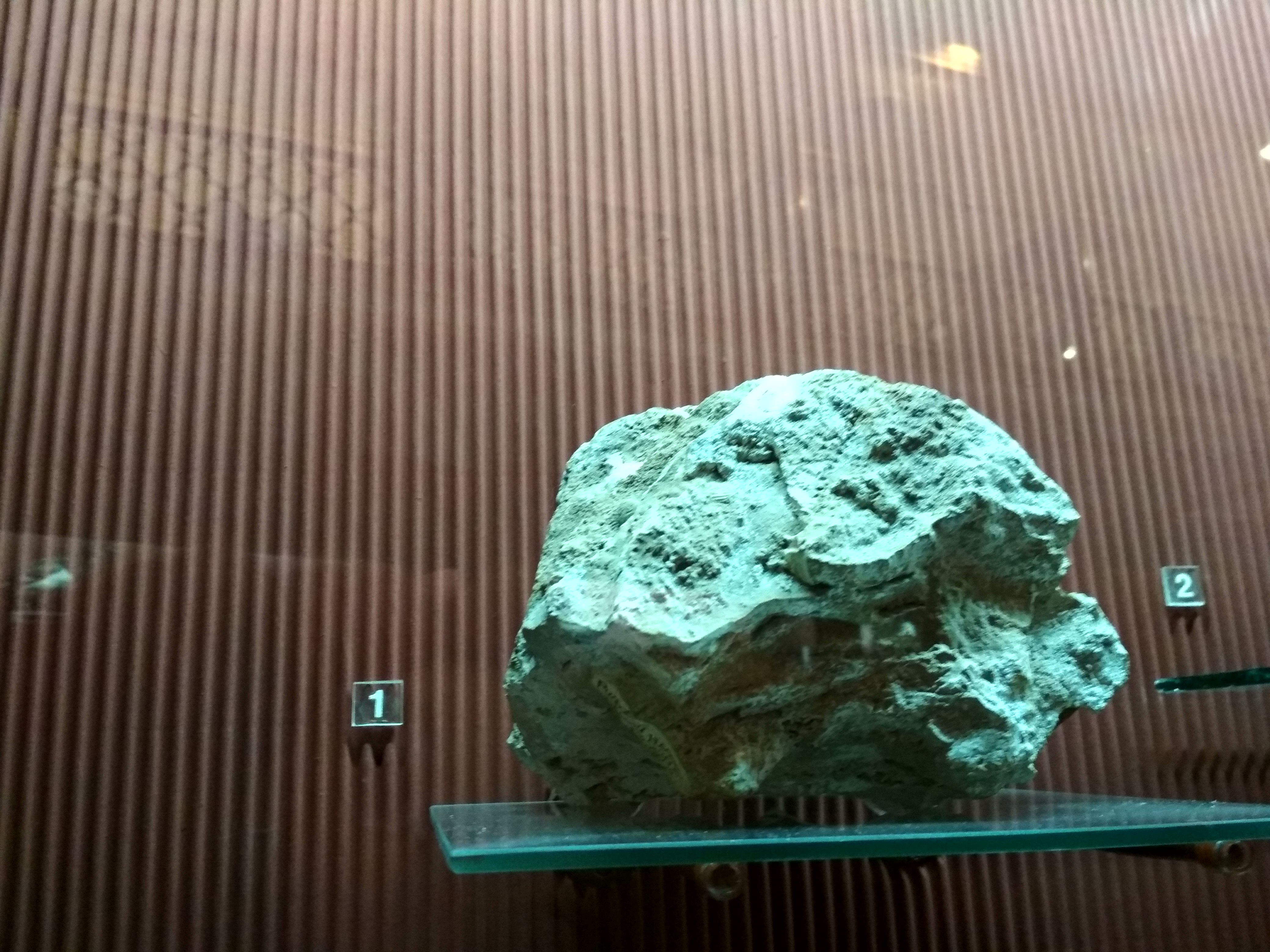
Calcar recifal (badenian – 16-14 mln. ani), descoperit în defileul Fetești. Exponat al Muzeului Național de Etnografie și Istorie Naturală din Chișinău

Defileul Fetești a apărut datorită acțiunii râului Draghiște asupra masivului recifal. Este considerat unul din cele mai pitorești defileuri din zona Toltrele Prutului. Împreună cu defileele Burlănești și Trinca, alcătuiește Complexul natural Trinca–Fetești–Burlănești din bazinul râului Draghiște.
Situl include un recif de circa 90 m înălțime, de formă ovală, numit „Stânca lui Bunicul”, cât și alte corpuri recifale, alcătuite din organisme marine fosile de vârstă badeniană. La vest este amplasat un recif badenian solitar, pe vârful căruia sunt urme ale activității omului din epoca paleolitică.

## Statut de protecție
Obiectivul a fost luat sub protecția statului prin Hotărîrea Sovietului de Miniștri al RSSM din 13 martie 1962 nr. 111, iar statutul de protecție a fost reconfirmat prin Hotărîrea Sovietului de Miniștri al RSSM din 8 ianuarie 1975 nr. 5 și Legea nr. 1538 din 25 februarie 1998 privind fondul ariilor naturale protejate de stat. Deținătorul funciar al monumentului natural la momentul publicării Legii din 1998 era Întreprinderea Agricolă „Fetești” dar între timp acesta a trecut la balanța Primăriei satului Fetești.
Situl prezintă interes pentru cunoașterea istoriei geologice a zonei, dar și pentru practicarea turismului rural, ecologic și cultural.
Conform situației din anul 2016, aria naturală nu are un panou informativ și nici borne de delimitare a zonei protejate. Accesul pentru turiști și amatori este deschis, dar nu este organizat.

## Galerie de imagini

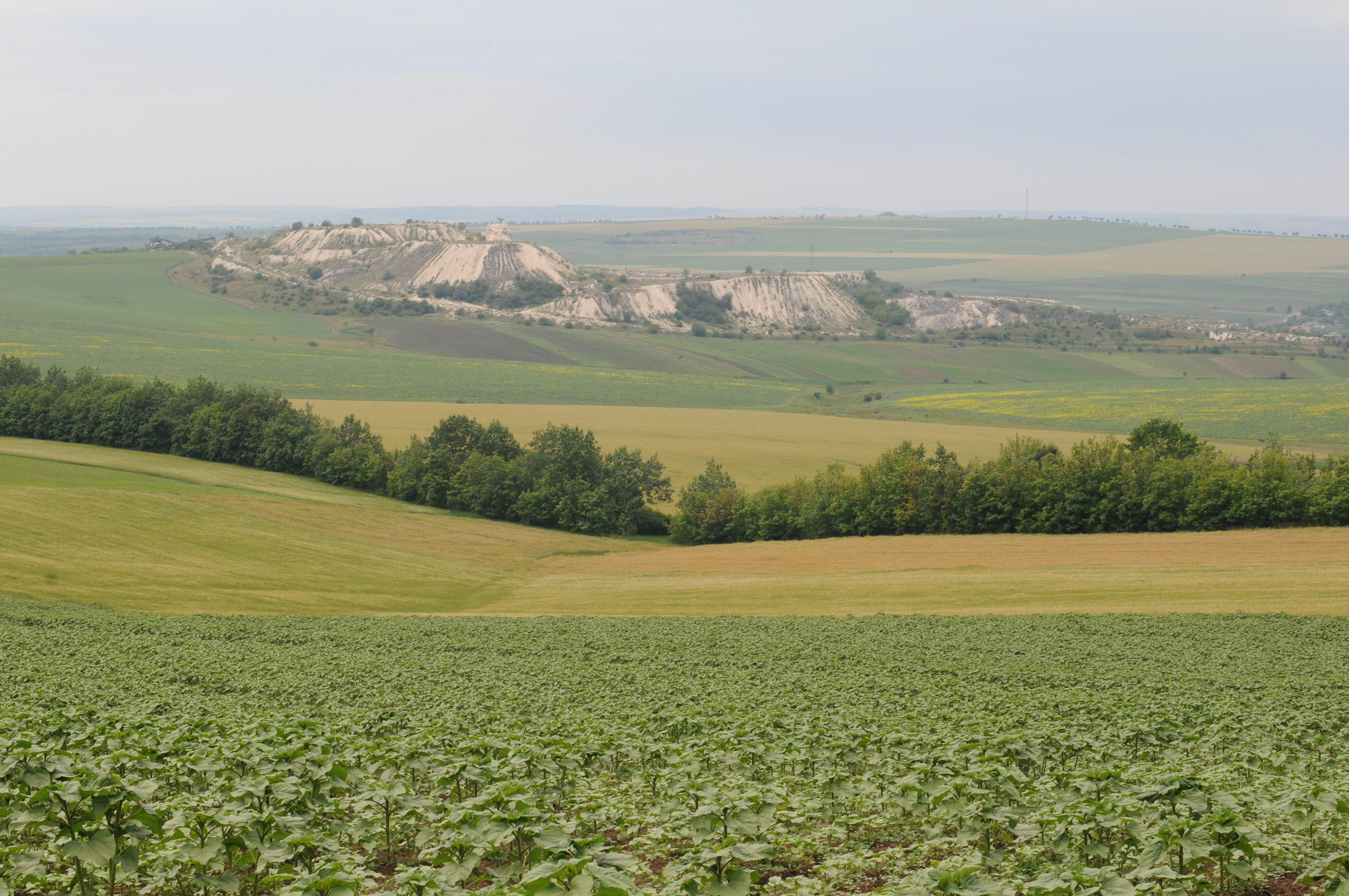
Vedere din depărtare
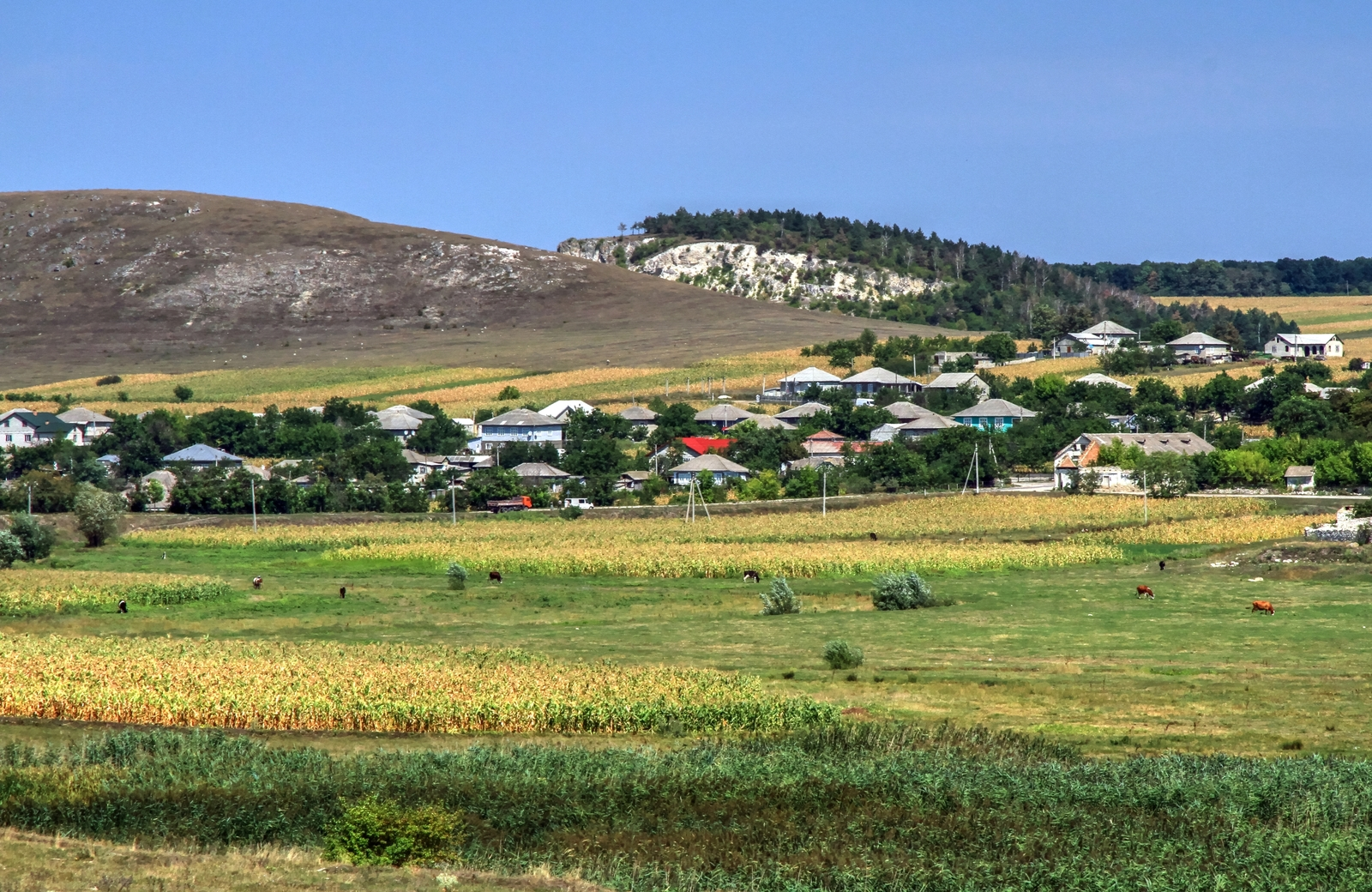
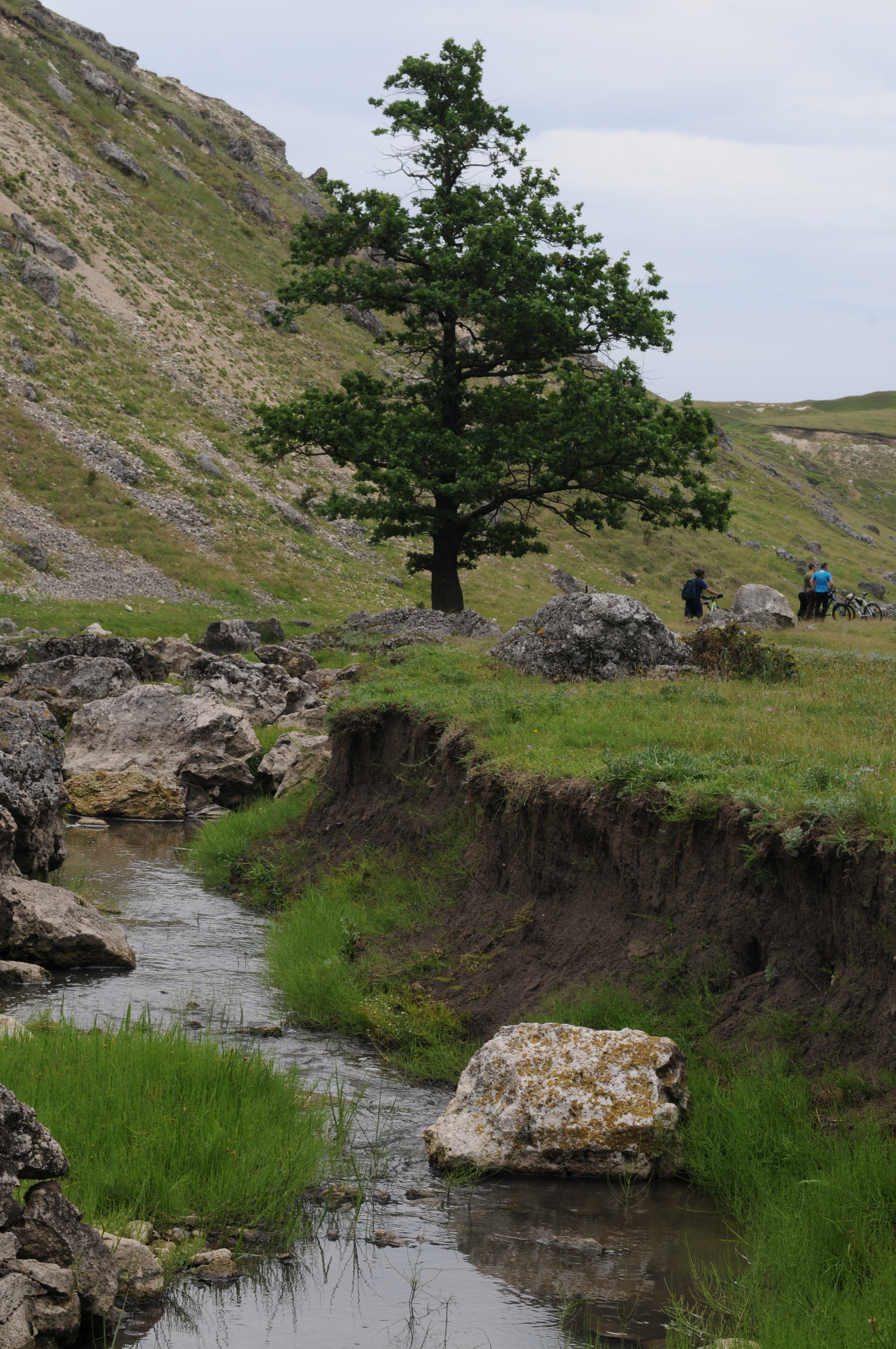
Râul Draghiște
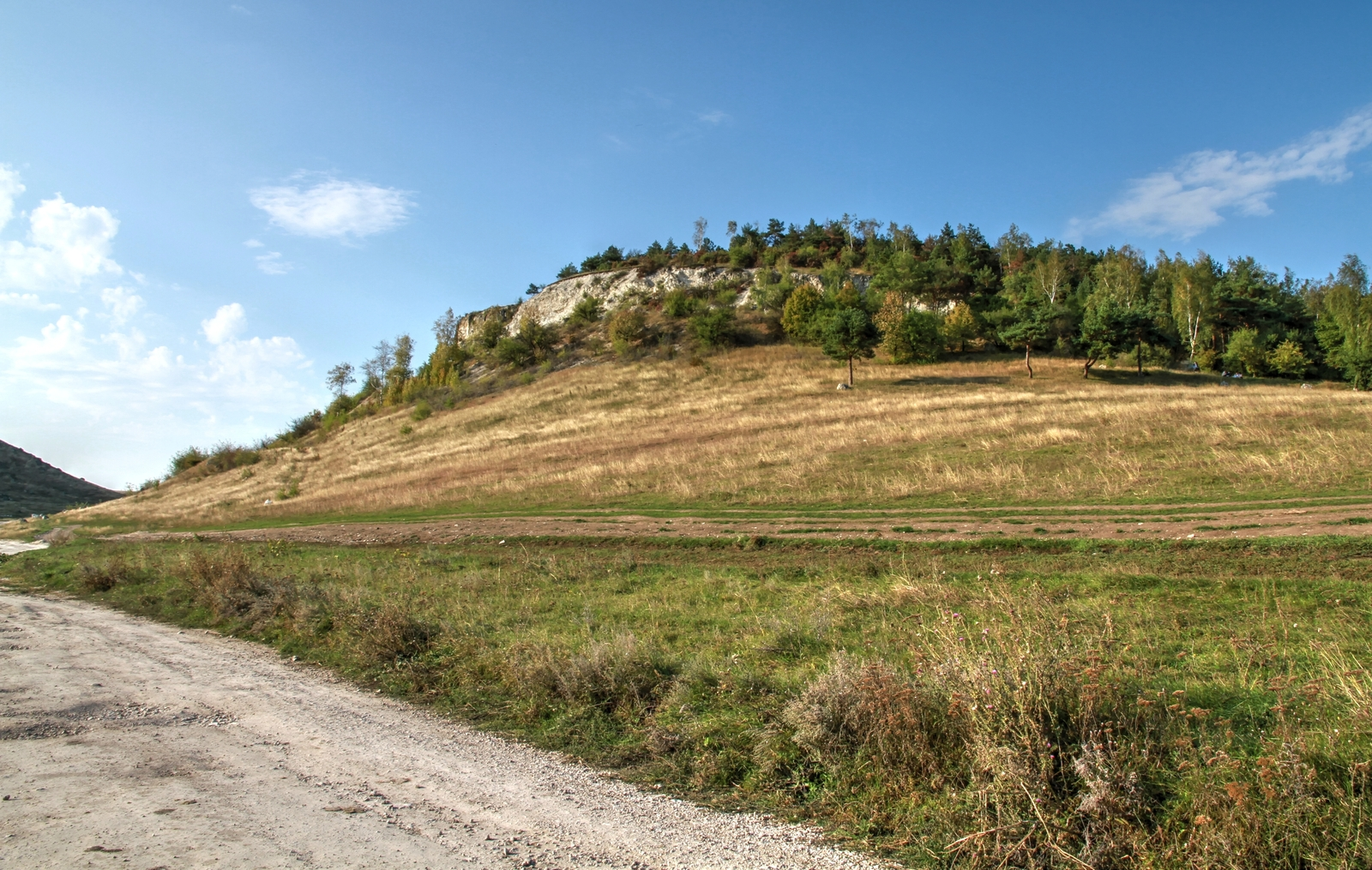
Pantele defileului
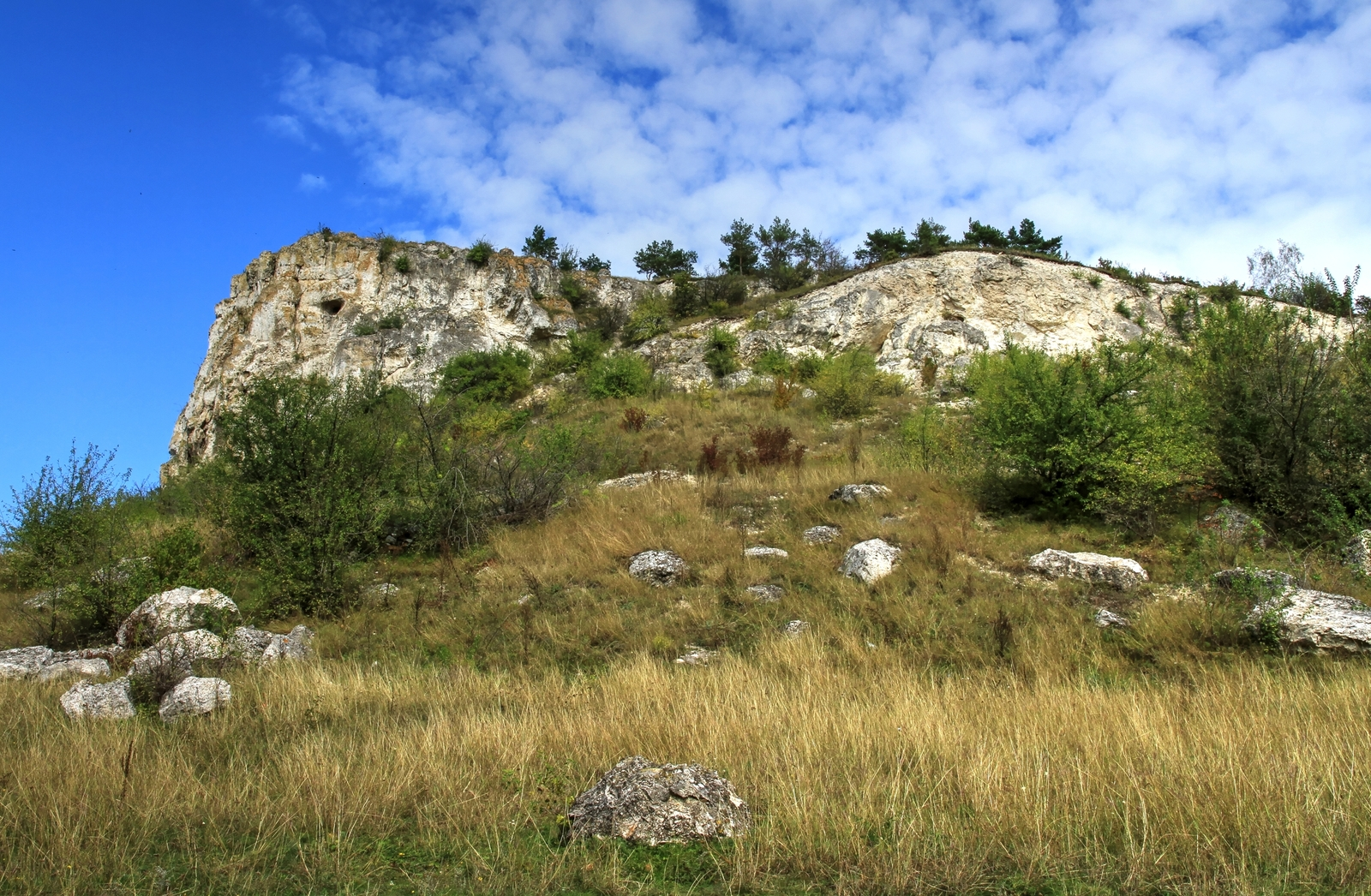
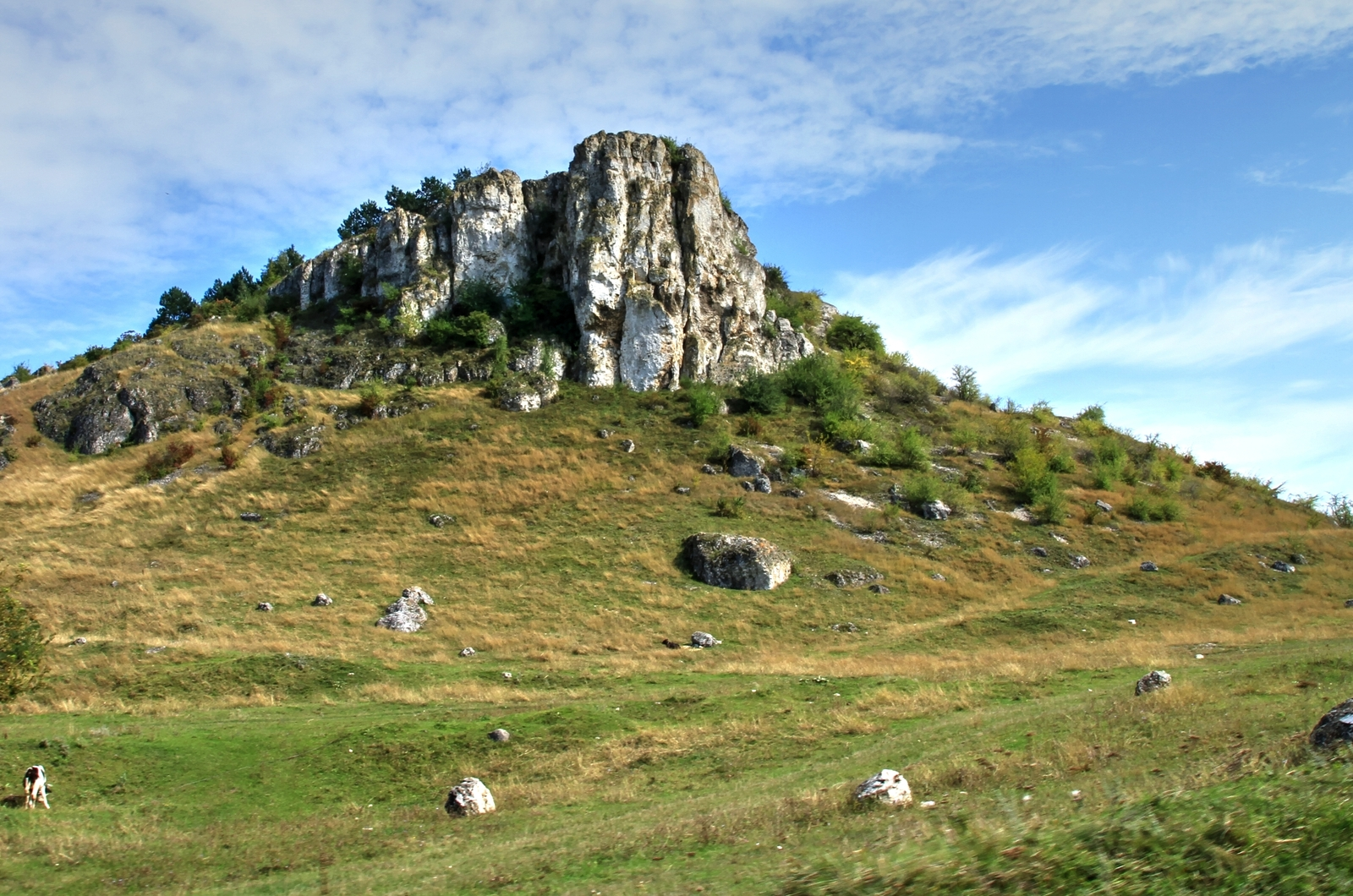
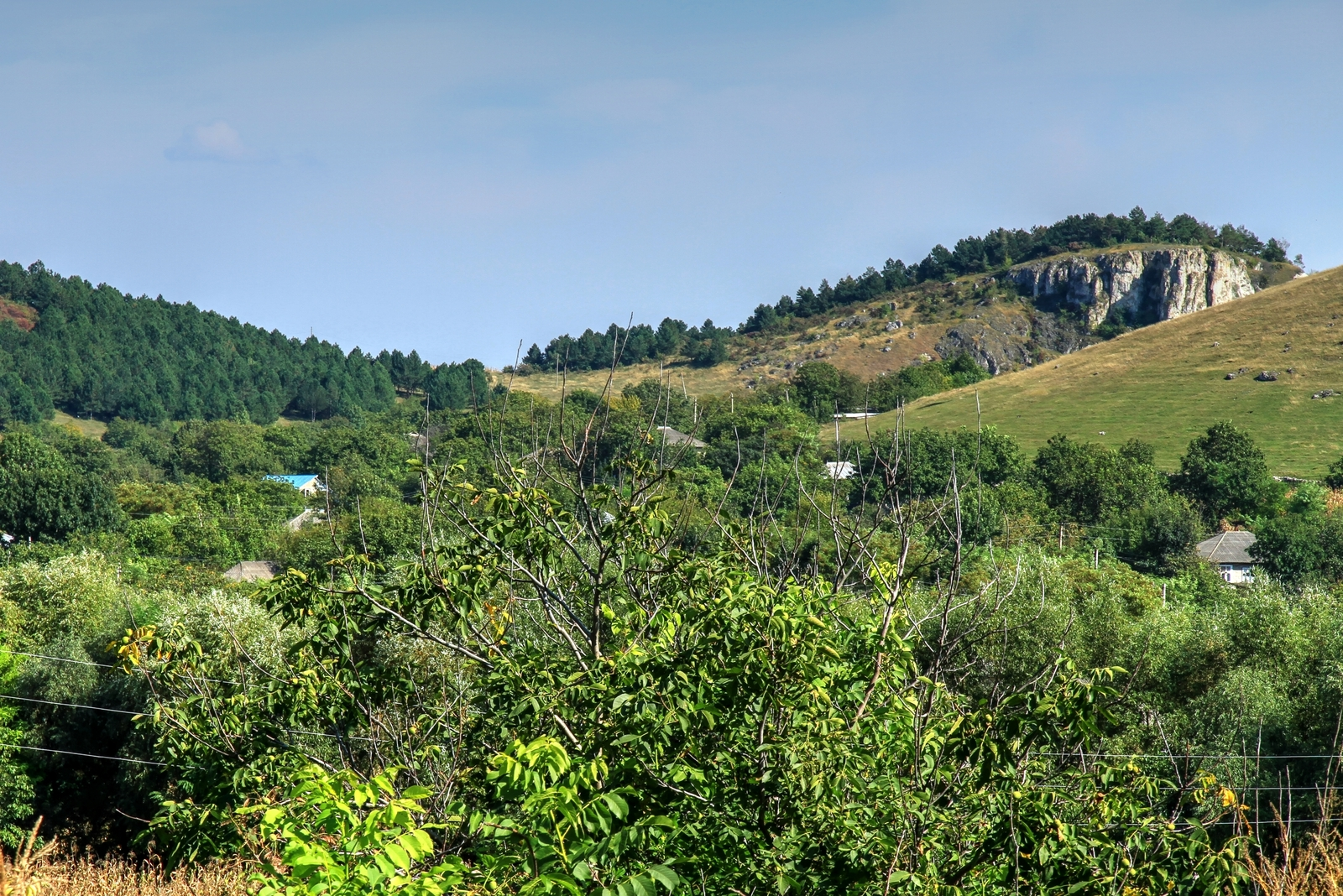